# Tympanotonos
Genre
Synonymes
- Tympanotonus

Tympanotonos est un genre de gastéropodes.

## Liste des espèces
N.B. : cette liste est probablement incomplète.
- Tympanotonus calcaratus (Grateloup, 1840) — Espèce fossile.
- Tympanotonus conarius (Bayan, 1873) — Espèce fossile.
- Tympanotonos fuscatus  (Linnaeus, 1758) — Espèce actuelle d'Afrique occidentale.
- Tympanotonus margaritaceum (Brongniart) — Espèce fossile.
- Tympanotonus semperi (Deshaye, 1864) — Espèce fossile.

Selon Paleobiology Database (22 juin 2013) :
- Tympanotonos aegyptiacus
- Tympanotonos calcitrapoides
- Tympanotonos funatus
- Tympanotonos stroppus

Selon World Register of Marine Species (22 juin 2013) :
- Tympanotonos fuscatus (Linnaeus, 1758)